# Beez in the Trap
Beez in the Trap è il terzo singolo estratto dal secondo album di Nicki Minaj, Pink Friday: Roman Reloaded.

## Critica
Beez in the Trap ha ricevuto diverse critiche positive. Anche se sentiva la "mancanza di sostanza" della canzone, Adam Fleischer di XXL ha lodato Beez in the Trap, chiamando il brano come un "momento memorabile" di Pink Friday: Roman Reloaded, e si è anche complimentato per l'"energia unica e distinta personalità" della Minaj vista nella canzone. Carrie Battan si è complimentato con Nicki Minaj per la "spavalderia scoraggiante", scrivendo che lei "colpisce un punto abbastanza dolce da rendere ogni singola lamentela obsoleta per quattro minuti e mezzo". Nella sua recensione di Pink Friday: Roman Reloaded per The A.V. Club, Genevieve Koski ha descritto il pezzo della Minaj come "relativamente tranquillo ma incredibilmente forte", ma ha descritto la produzione come "misera".
Tom Ewing, giornalista del The Guardian, ha osservato che Pink Friday: Roman Reloaded ha canzoni "per l'ambiente del pop moderno", ma Beez in the Trap pone maggiormente l'accento sulla capacità di rappare della Minaj. Infatti, ha scritto infatti che la canzone "butta un osso agli ascoltatori che vogliono sentire solo il suo rap".

## Promozione
Nicki Minaj ha cantato il brano per la prima volta al 106 & Park il 3 aprile 2012, insieme a Champion, Roman Reloaded, Right by My Side, HOV Lane, I Am Your Leader e Fire Burns. L'ha anche cantato dopo Champion ai BET Awards del 2012 insieme a 2 Chainz. Nicki Minaj ha inserito la canzone nella scaletta del suo Pink Friday Tour, dove si è esibita con 2 Chainz durante le tappe nordamericane.

## Classifiche
| Classifica  | Posizione massima |
| ----------- | ----------------- |
| Irlanda     | 74                |
| Regno Unito | 131               |
| Stati Uniti | 48                |